# Haemaphysalis parmata
Haemaphysalis parmata este o specie de căpușe din genul Haemaphysalis, familia Ixodidae, descrisă de Neumann în anul 1905.
Este endemică în Etiopia. Conform Catalogue of Life specia Haemaphysalis parmata nu are subspecii cunoscute.